# 174街車站 (IRT白原路線)
174街車站（英語：174th Street station）是紐約地鐵IRT白原路線一個慢車地鐵站，位於布朗克斯克羅托那公園東174街及南方林蔭路，設有2號線（任何時候停站）與5號線（任何時候停站（除繁忙時段的尖峰方向外））列車服務。

## 車站結構
| 月台層 | 側式月台 | 側式月台 |
| 月台層 | 北行慢車 | ← 往威克菲爾德-241街 (西農莊廣場-東特雷蒙特大道) ← 往伊斯徹斯特-代里大道 (西農莊廣場-東特雷蒙特大道)                                      |
| 月台層 | 尖峰快車 | ← 黃昏繁忙時段不停靠 ← 早上繁忙時段不停靠 →                                                                                               |
| 月台層 | 南行慢車 | ← 經第七大道往夫拉特布什大道-布魯克林學院 (自由人街) → ← 平日經萊辛頓大道往夫拉特布什大道-布魯克林學院， 黃昏/週末往滾球綠地 (自由人街) → |
| 月台層 | 側式月台 | |
| Ground | 街道層   | 出入口 |

此高架車站設於彎道上，導致車門中央和月台有較大間隙，設有兩個側式月台和三條軌道。間隙已經寬到可以設有月台伸縮踏板。到了2008年，大部分間隙已經填滿，但列車廣播仍然會要求乘客「請小心列車與月台之間的空隙」。
車站沒有夾層，站舍與月台同層。車站於2003年7月至11月關閉並完全翻新，因此外觀與同線其他車站不同。月台末端非常狹窄。

## 外部連結
- nycsubway.org—IRT White Plains Road Line: 174th Street
- nycsubway.org — A Trip Up The Bronx River Artwork by Daniel Del Valle (2004)（页面存档备份，存于）
- Station Reporter — 2 Train
- Station Reporter — 5 Train
- The Subway Nut — 174th Street Pictures（页面存档备份，存于）
- MTA's Arts For Transit — 174th Street (IRT White Plains Road Line)
- 174th Street entrance from Google Maps Street View
- Platforms from Google Maps Street View （页面存档备份，存于）